# James Sevier Conway

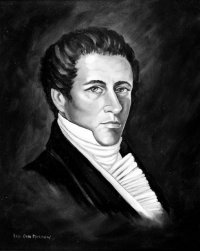
James Sevier Conway

James Sevier Conway (* 9. Dezember 1798 im Greene County, Tennessee; † 3. März 1855 im Lafayette County, Arkansas) war ein US-amerikanischer Politiker und von 1836 bis 1840 der erste Gouverneur des Bundesstaates Arkansas.

## Frühe Jahre
James Conway genoss zunächst eine private Erziehung, ehe er die öffentlichen Schulen in Tennessee besuchte. Im Jahr 1820 zog er in das damalige Arkansas-Territorium, wo er mit zweien seiner Brüder als Landvermesser arbeitete. Sie erwarben das Land, auf dem dann die Stadt Little Rock entstand. Damit ist Conway einer der Gründer der späteren Hauptstadt von Arkansas. Die Familie Conway gewann bald einen großen Einfluss in Arkansas. Sein älterer Bruder Henry war Delegierter im US-Kongress. Im Jahr 1827 wurde dieser von dem damals einflussreichen Staatssekretär Robert Crittenden in einem Duell erschossen. Sein jüngerer Bruder Elias sollte zwischen 1852 und 1860 ebenfalls Gouverneur von Arkansas werden. James Conway gründete dann im Lafayette County eine große Baumwollplantage. Sein Cousin Henry Rector sollte später ebenfalls Gouverneur von Arkansas werden.

## Politischer Aufstieg
Zwischen 1832 und 1836 wurde James Conway Leiter der Landvermessungsbehörde im Arkansas-Territorium. In dieser Zeit wurden in dem Territorium die Weichen für eine Aufnahme des Gebiets als Bundesstaat in die USA gestellt. Nachdem das Land am 15. Juni 1836 als 25. Bundesstaat Teil der Vereinigten Staaten geworden war, wurde James Conway zum ersten Gouverneur gewählt. Die Wahl gegen den populären Archibald Yell verdankte er der Hilfe seiner Familie und deren Zeitung, der „Arkansas Gazette“, die seinen Wahlkampf tatkräftig unterstützten.

## Gouverneur von Arkansas
James Conway amtierte zwischen dem 13. September 1836 und dem 4. November 1840 als Gouverneur von Arkansas. Er war Mitglied der Demokratischen Partei von Präsident Andrew Jackson. Aber entgegen der Politik des Präsidenten war Conway für eine Staatsbank in Arkansas. Conway verstärkte die Nationalgarde, um Indianerangriffe an der Westgrenze abwehren zu können. Er förderte den Aufbau eines Schulsystems und den Ausbau der Straßen. Das waren die ersten Anfänge einer Infrastruktur in diesem Staat. Conway scheiterte aber mit dem Plan der Gründung einer eigenen Universität und einer staatseigenen Bücherei. Am Ende seiner Regierung geriet das Land in den Sog einer Wirtschaftskrise. In der Folge stieg die Staatsverschuldung stark an. Conway verzichtete im Jahr 1840 auf eine erneute Kandidatur.

## Weiterer Lebenslauf
Nach Ablauf seiner Amtszeit kehrte er auf seine Baumwollplantage zurück. Er beobachtete aber weiterhin die politische Entwicklung seines Landes, ohne aber selbst noch einmal ein öffentliches Amt einzunehmen. Conway starb im Jahr 1855. Er war mit Mary Bradley verheiratet. Das Paar hatte zehn Kinder.